# 李天极
李天极（?—?），清朝康熙年间，云南昆明人。康熙四十五年（1706年）九月，冒入广通县县学，与临安府（今云南建水）的生员朱六非伪造符谶，称师宗州（今云南师宗）的魏枝叶是永历帝的孙子，称文兴年号，被贝和诺擒获。